# داني جرانفيلي
داني جرانفيلي (بالإنجليزية: Danny Granville)‏ (19 يناير 1975 في المملكة المتحدة - ) هو لاعب كرة قدم بريطاني في مركز الظهير. شارك مع منتخب إنجلترا تحت 21 سنة لكرة القدم. أما مع النوادي، فقد لعب مع تشيلسي وكامبريدج يونايتد وكريستال بالاس وكولتشستر يونايتد وليدز يونايتد ومانشستر سيتي ونورويتش سيتي ونادي ليتون أورينت وهيميل هيمبستيد تاون.

## وصلات خارجية
- داني جرانفيلي على موقع IMDb (الإنجليزية)

- داني جرانفيلي على موقع قاعدة بيانات كرة القدم.إي يو (الإنجليزية)
- داني جرانفيلي على موقع Soccerbase.com (لاعب) (الإنجليزية)
- داني جرانفيلي على موقع عالم كرة القدم.نت (الإنجليزية)